# Know How
Know How was een Nederlands populairwetenschappelijk tijdschrift voor het eerst uitgegeven in juni 2012. Het blad werd voorheen uitgegeven door Sanoma Media, maar na een reorganisatie werd dit blad met 31 andere titels verkocht aan onder andere New Skool Media. Het tijdschrift werd eens per maand uitgegeven. Het kende zes verschillende secties, namelijk wetenschap, natuur, technologie, transport, historie en ruimte. Verder kende het enkele vaste of regelmatig terugkerende onderdelen.

## Edities
Onderstaande lijst geeft een overzicht van verschenen edities. Know How heeft een paar vaste (of regelmatig terugkerende) onderdelen die elke maand bijvoorbeeld een specifiek iemand of een bepaald gebied verder uitlichten. Een van die onderdelen heette "Groeten uit...", waarin een bepaald land of gebied werd beschreven (tot en met editie 19). Een ander onderdeel heet "Helden uit de wetenschap" (ook wel "Helden van de ruimte" in editie 7, 9 en 20, "Helden van de natuur" in editie 17, "Helden van het transport" in editie 25 en "Helden van de technologie" in editie 29), waarin een persoon uit de wetenschap wordt beschreven. Ook is er een sectie "Q & A", voorheen "Goeie vraag!" (in samenwerking met de website GoeieVraag, tot en met editie 5 2014), waarin specifieke vragen werden beantwoord en "Know how zoekt het uit", waarin enkele redacteuren van Know How een bijzondere locatie bezoeken. Verder waren er de onderdelen "Even bellen met...", waarin iemand wordt geïnterviewd, en "de top 10", waarin tien (meestal opmerkelijke) zaken op een rij worden gezet.
Dit tijdschrift is in mei 2018 gestopt.
| Editie                   | Groeten uit...       | Helden uit de wetenschap | Verschijningsdatum winkel |
| ------------------------ | -------------------- | ------------------------ | ------------------------- |
| 1                        | -                    | -                        | -                         |
| 2                        | -                    | Albert Einstein          | -                         |
| 3                        | -                    | Nikola Tesla             | 9 augustus 2012           |
| 4                        | Kiribati             | Marie Curie              | 13 september 2012         |
| 5                        | Bahrein              | Carl Sagan               | 11 oktober 2012           |
| 6                        | Moldavië             | -                        | 15 november 2012          |
| 7                        | San Marino           | Galileo Galilei          | 13 december 2012          |
| 8 (editie 1 2013)        | Djibouti             | -                        | 10 januari 2013           |
| 9                        | Dagestan             | Johannes Kepler          | 14 februari 2013          |
| 10                       | Bhutan               | Isaac Newton             | 14 maart 2013             |
| 11                       | Lesotho              | -                        | 11 april 2013             |
| 12                       | Prinsdom Sealand     | -                        | 9 mei 2013                |
| 13                       | Macau                | Peter Higgs              | 13 juni 2013              |
| 14                       | Kroatië              | -                        | 11 juli 2013              |
| 15                       | Sao Tomé en Principe | -                        | 8 augustus 2013           |
| 16                       | Paaseiland           | Alfred Nobel             | 12 september 2013         |
| 17                       | Tadzjikistan         | Charles Darwin           | 10 oktober 2013           |
| 18                       | Alaska               | -                        | 14 november 2013          |
| 19                       | Ecuador              | -                        | 12 december 2013          |
| 20 (editie 1 2014)       |                      | Neil Armstrong           | 9 januari 2014            |
| 21                       |                      | Michael Faraday          | 13 februari 2014          |
| 22                       |                      | Max Planck               | 13 maart 2014             |
| 23                       |                      | -                        | 10 april 2014             |
| 24                       |                      | Tycho Brahe              | 8 mei 2014                |
| 25                       |                      | Henry Ford               | 12 juni 2014              |
| 26                       |                      | -                        | 10 juli 2014              |
| 27                       |                      | -                        | 7 augustus 2014           |
| 28                       |                      | Niels Bohr               | 11 september 2014         |
| 29                       |                      | Benjamin Franklin        | 9 oktober 2014            |
| 30                       |                      | -                        | 13 november 2014          |
| 31                       |                      | -                        | 11 december 2014          |
| 32 (editie 1 2015)       |                      | Nicolaas Copernicus      | 8 januari 2015            |
| 33                       |                      |                          | 12 februari 2015          |
| 34                       |                      |                          | 12 maart 2015             |
| 35                       |                      |                          | 9 april 2015              |
| 36                       |                      |                          | 7 mei 2015                |
| Latere edities: onbekend |                      |                          |                           |